# Lula (Olaszország)
Lula település Olaszországban, Szardínia régióban, Nuoro megyében. Lakosainak száma 1253 fő (2023. január 1.). Lula Bitti, Dorgali, Galtellì, Irgoli, Loculi, Lodè, Onanì, Orune és Siniscola községekkel határos.

## Népesség
A település lakossága az elmúlt években az alábbi módon változott:
| Lakosok száma | 1397 | 1384 | 1253 |
|               | 2017 | 2018 | 2023 |